# 신청
신청(神廳)은 무당을 도와서 음악연주를 담당했던 무부계의 사무를 관장하는 곳이다. 장악청, 악공청, 공인청, 공인방이라고도 부른다. 일제강점기 전남 장흥군 장흥읍 기양리와 나주시 우수영, 진도, 완도에 있었다. 당시 함경도의 사무청의 기능과 비슷하게 무부들의 친목과 장학 등의 일을 맡았는데, 청주인 계장 1명, 공원 1명, 장재 1명이 사무를 관장하였다. 장흥의 신청에 전하는 《장악청중건기》(掌樂聽重建記)에 의하면 1832년에 신청을 장악청이라고 불렀으며, 일제 강점기에 사람과 지역에 따라서 공인청, 공인방, 재인청, 창부청, 풍류방이라고도 불렸다. 최근까지 무부들이 계를 조직하고 친목을 위한 집합 장소로 사용되고 있다. 신청에서는 무부의 자녀에게 노래와 춤도 가르쳤는데, 전남 진도군 진도읍 성내리의 신청에서는 옛날에 공인들이 모여 기예를 닦고 예능을 겨루었다고 한다. 악기는 북, 장구, 쇠, 거문고, 가야금, 양금, 피리, 젓대, 해금 등이 쓰였고, 불리었던 노래는 단가와 판소리 등이 있다.

## 참고 문헌
- 이 문서에는 다음커뮤니케이션(현 카카오)에서 GFDL 또는 CC-SA 라이선스로 배포한 글로벌 세계대백과사전의 내용을 기초로 작성된 글이 포함되어 있습니다.